# ジャスパー・トロイ
アントワン・フレイジャー（Antione Frazier, 1999年 - ）は、アメリカ合衆国テキサス州ハフマン出身のプロレスラー。WWEにてジャスパー・トロイ（Jasper Troy）のリングネームで所属。

## 経歴

### アメリカンフットボール選手時代
2016年にカンザス大学へ進学し、オフェンシブラインマンとしてプレーした。
その後ノーザンアイオワ大学へ転校し、2021年シーズンは9試合に出場した。

### WWE
2022年8月にWWEと契約し、WWEパフォーマンスセンターでトレーニングを開始。
2023年5月13日、NXTのハウスショーにてデビュー。
2024年5月17日、NXTレベルアップにジャスパー・トロイのリングネームで登場し、テレビ放送で初の試合を行い、シングルマッチでタビオン・ハイツに敗れた。
2025年、WWEの選手育成プロジェクトであるWWE LFGに出演し、ブッカー・Tから指導を受けた。また、同番組内で行われたトーナメントで決勝に進出し、シャイロ・ヒルに勝利して優勝した。
2025年5月20日にNXTへ初登場し、NXT王者のオバ・フェミを襲撃した。27日にはNXTで初の試合を行い、シングルマッチでダンテ・チェンに勝利した。

## 獲得タイトル
WWE
- WWE LFGシーズン1優勝：2025年